# Ghiyath al-Din Jamshid Mas'ud al-Kashi
Ghiyath al-Din Jamshid Mas'ud al-Kashi (1380-1429), conocido también como Ghiyath al-Kashi, Jamshīd al-Kāshī o simplemente Al Kashi fue un astrónomo y matemático persa. Fue llamado también el «segundo Ptolomeo».

## Biografía
Al-Kashi nació en 1380 en Kashan (en la actual Irán) y mientras Tamerlán sometía militarmente a los árabes y a los persas, Kashi y su familia se hundían en la miseria y la pobreza. Los viajes entre diversas ciudades hicieron de Al-Kashi un estudiante curioso por las ciencias.
La suerte de Kashi cambió cuando al fin Ulugh Beg le invitó a unirse a la gran escuela de astronomía de Samarcanda.
Falleció el 22 de junio de 1429.

## Obra
Kashi escribió un compendio sobre las ciencias y la astronomía escrito entre los años 1410 y 1411, que dedicó a Ulugh Beg. Este compendio se fundamenta en las tablas del persa Nasir al-Din Tusi.
En julio de 1424 elaboró un tratado sobre la circunferencia, donde calculó el número pi con dieciséis posiciones decimales (π≈3,1415926535897932). Esta cifra no fue nunca antes calculada con tanta precisión y puede decirse que es casi 200 años antes de que el matemático alemán Ludolph van Ceulen pudiera superar a Kashi con 20 cifras decimales.
La obra de Al-Kashi más impresionante es La llave de la aritmética que llegó a completar el 2 de marzo de 1427, obra dedicada a la enseñanza y que fue empleada con profusión en la escuela de Samarcanda no sólo para introducir en la astronomía sino también en otras áreas como la contabilidad, la arquitectura, las matemáticas, etc.